# Saxifraga tigrina
Saxifraga tigrina är en stenbräckeväxtart som beskrevs av H. Sm.. Saxifraga tigrina ingår i Bräckesläktet som ingår i familjen stenbräckeväxter. Inga underarter finns listade i Catalogue of Life.